# 荷兰王国宪法
荷兰王国宪法 （荷蘭語：Grondwet voor het Koninkrijk der Nederlanden）是荷兰王国的两份基本政治文件之一（另一份是《荷兰王国章程》，是在整个荷兰王国具有宪法效力的文件）， 也是荷兰欧洲本土和荷蘭加勒比區的基本法。荷兰王国的阿鲁巴、库拉索和荷属圣马丁有自己的宪法。通常认为起源于1815年宪法，建立了君主立宪制，荷兰王国宪法是世界上仍在使用的第三古老的宪法。
1848年代的修订建立了议会民主制，1983年荷兰宪法进行了一次重大修正，大多数文本被重写并且增加了公民权利。宪法禁止司法机关对法律和条约等进行合宪审查，这被认为是立法机关的权利。荷兰王国没有宪法法院，除了荷屬聖馬丁有一个负责当地事务的宪法法院。

## 历史
对整个荷兰生效的第一部宪法是1579年制定的，建立了七省联邦的共和国。
1794年法国入侵后，建立了巴达维亚共和国，1798年5月1日制定了荷兰历史上第一部现代意义的宪法，1810年巴达维亚共和国被法国吞并。
拿破仑战败后，荷兰重新独立，1815年8月24日荷兰国王威廉一世发布了新的宪法，即现行宪法的第一版。

### 引注
1. ↑  .   [2019-12-07]. （原始内容存档于2015-08-27）.

### 文獻
- Koekkoek, A.K. (e.a.) (2000) de Grondwet — Een systematisch en artikelsgewijs commentaar, Tjeenk Willink Deventer （荷兰文）
- Kortmann, C.A.J.M., (2005),  Constitutioneel Recht, Kluwer, Deventer （荷兰文）